# 늑재 궁륭

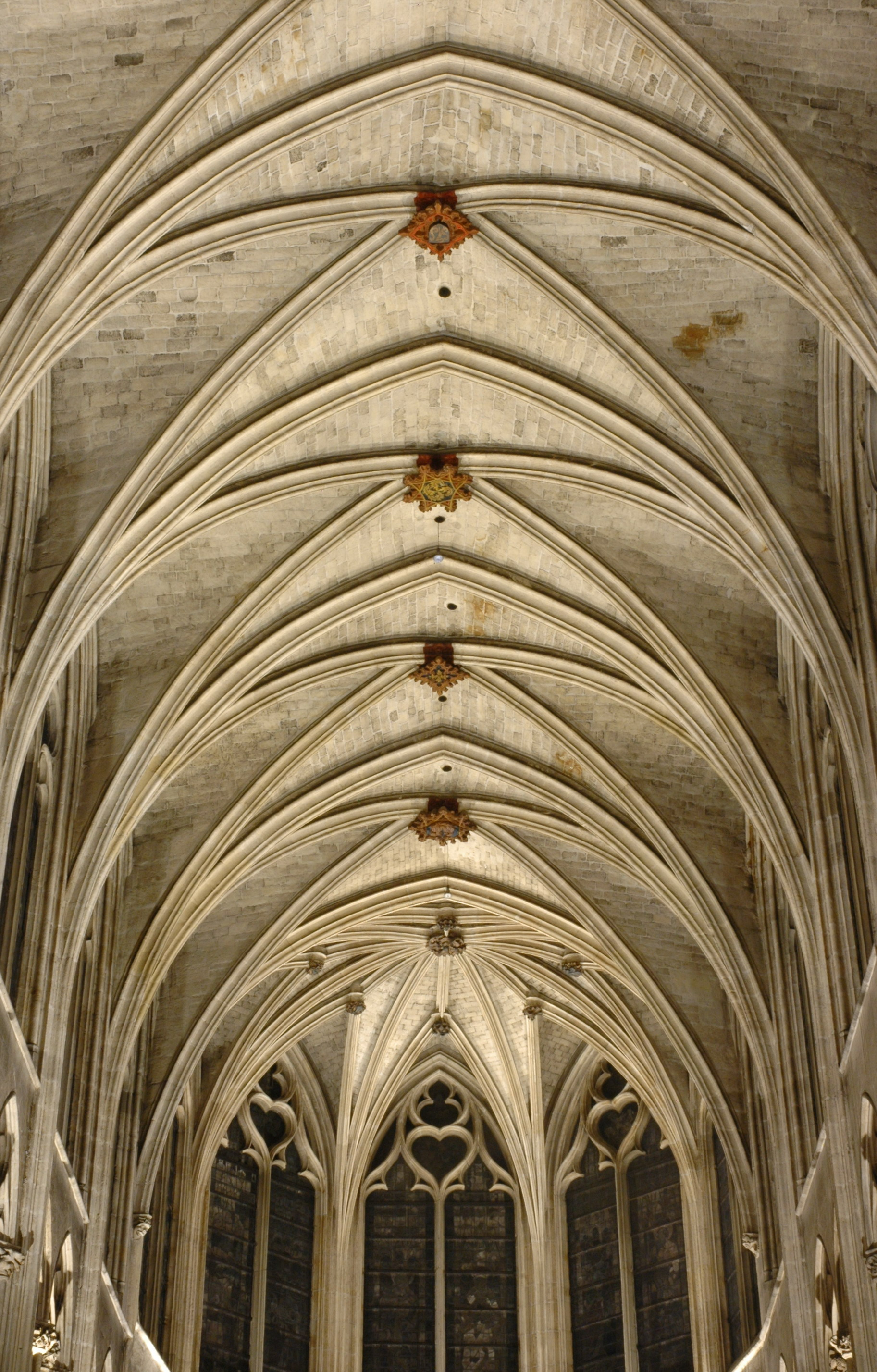

늑재 궁륭(肋材穹窿, rib vault)이란 원통형 궁륭 두 개 또는 세 개가 교차하면서 만들어지는 궁륭으로서 궁륭의 뼈대인 홍예가 드러나 있는 궁륭이다. 보다 오래된 형태인 교차 궁륭과 비교했을 때 장식적이다.
늑재가 드러나는 모양에 따라 성형 궁륭(星型穹窿, stellar vault), 그물 궁륭(net vault), 부채 궁륭(fan vault) 등의 세부 분류로 나뉜다.

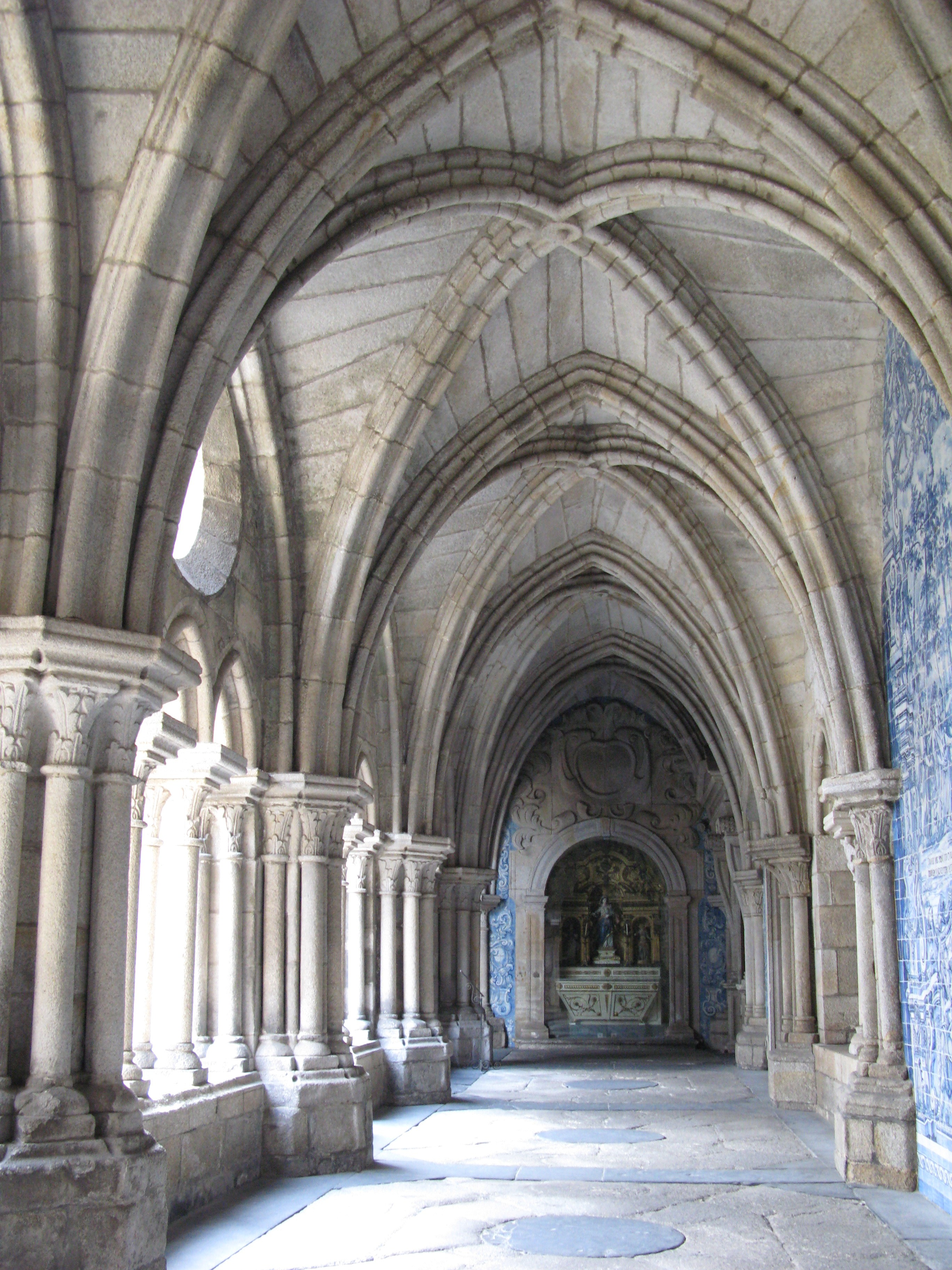
일반적인 늑재 궁륭
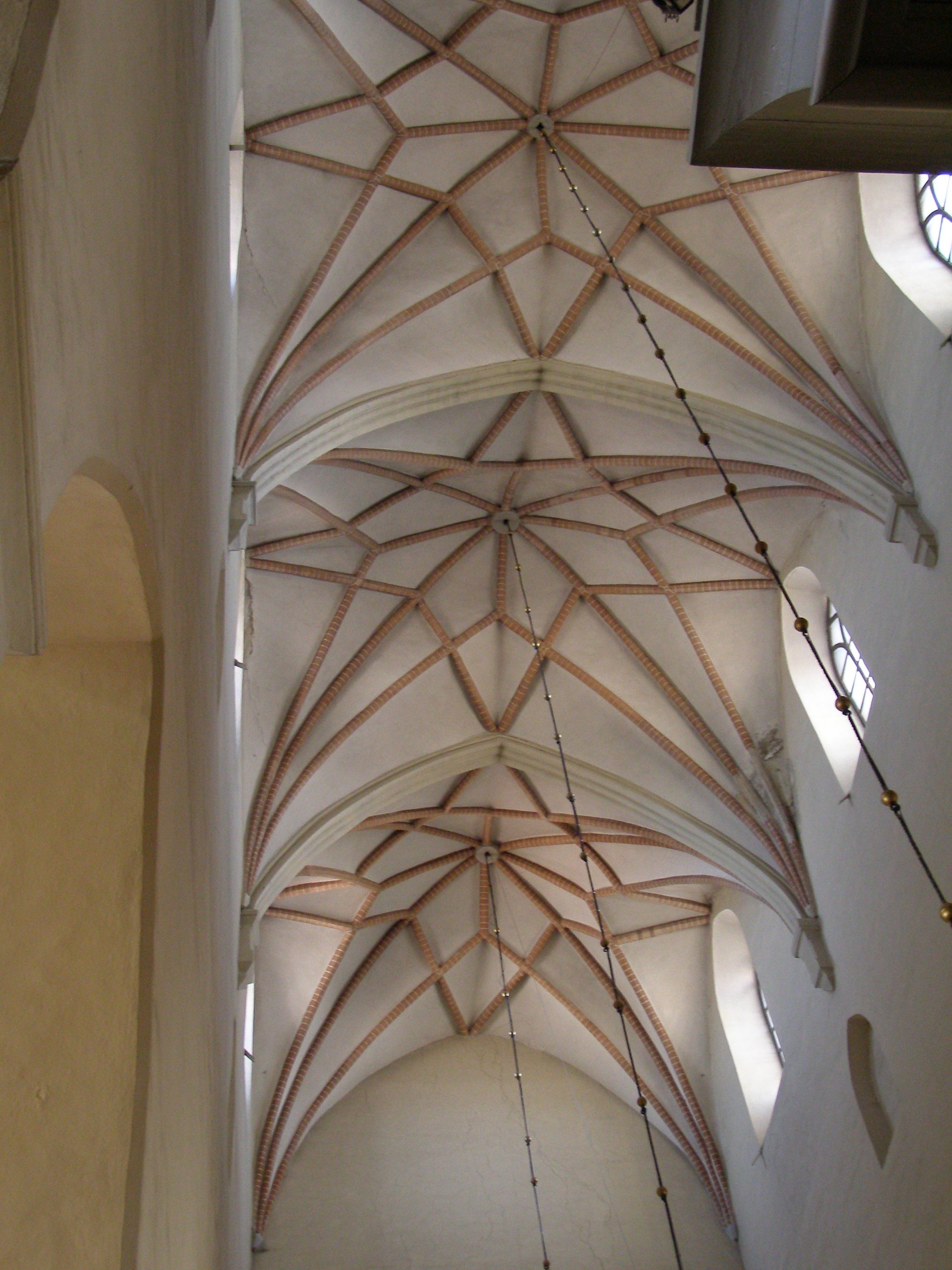
성형 궁륭
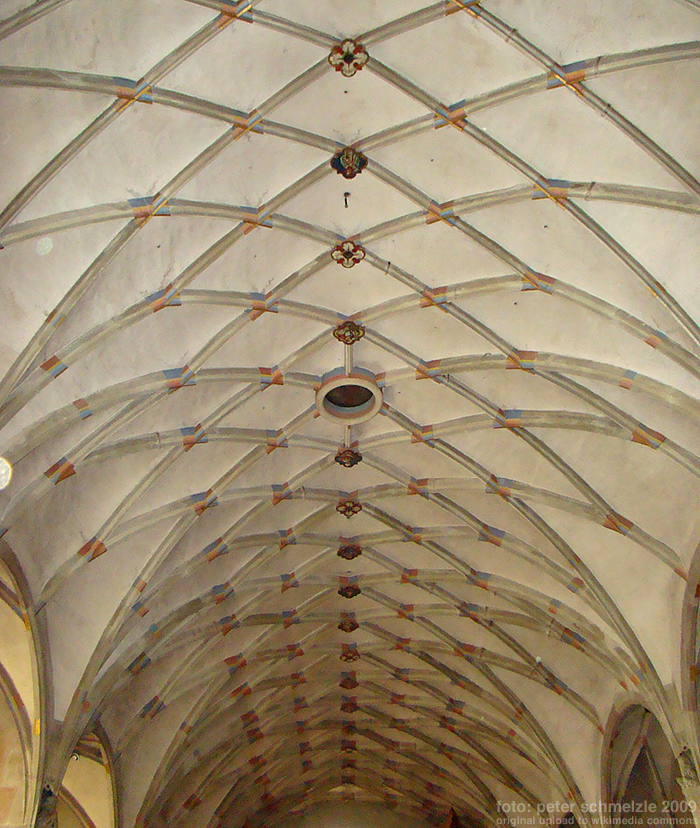
그물 궁륭
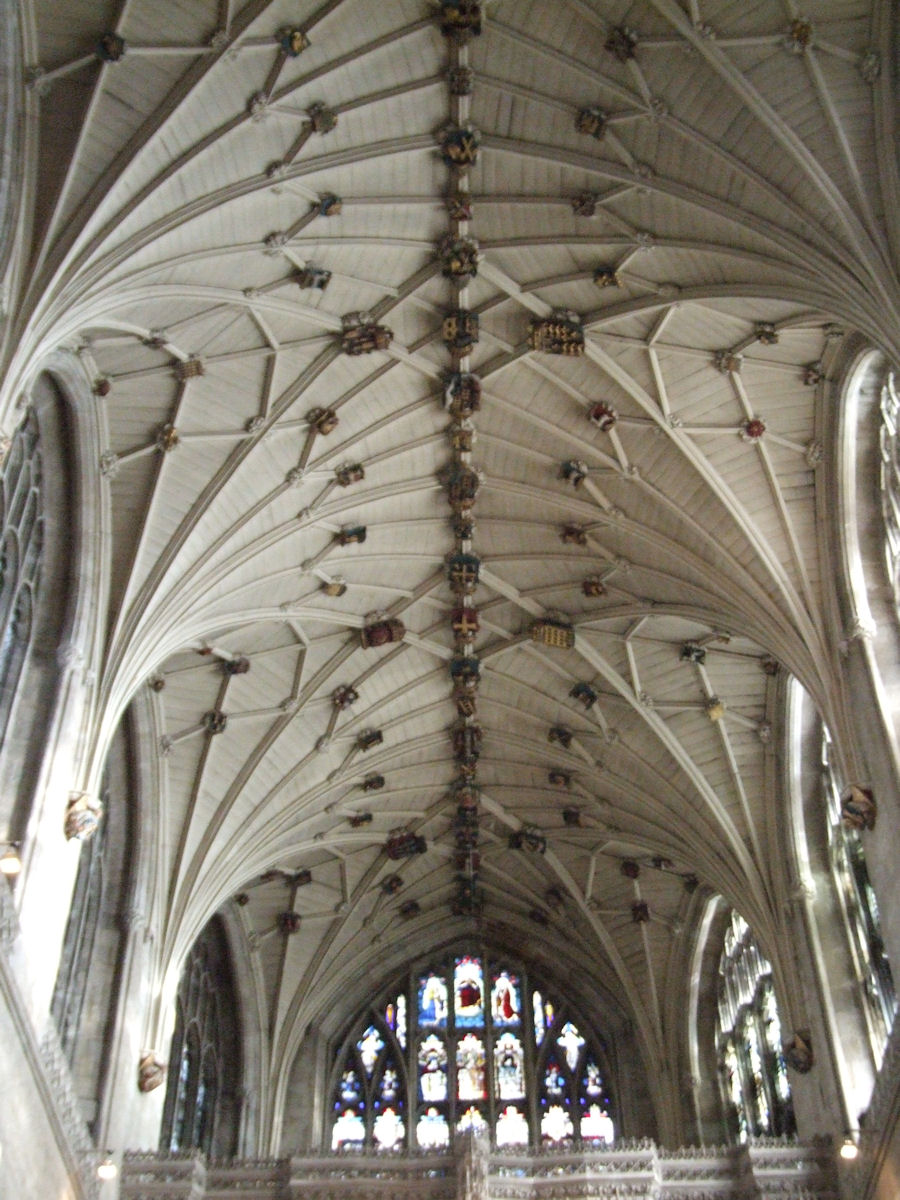
부채 궁륭

## 같이 보기
- 고딕 건축